# Sorata Arisugawa
Sorata Arisugawa (有洙川 空汰?, Arisugawa Sorata) è un personaggio dell'anime e manga X delle CLAMP. Egli è uno dei Draghi del Cielo, coloro che difendono la terra dai Draghi della Terra che, invece, vogliono sterminare l'umanità.
Nel set di tarocchi di X, Sorata rappresenta Il Carro: la carta simboleggia la guida ed infatti lui è la guida spirituale di Kamui Shiro, ma anche degli altri Draghi del Cielo.

## Carattere
Socievole e simpatico, sempre alla ricerca del suo grande amore per via di una profezia di un vecchio saggio pronunciata quando egli era bambino, che lo vuole morire "per una donna". La ragazza di cui s'innamora si chiama Arashi Kishu e sin dal primo incontro decide che sarà lei la donna che amerà per sempre e per la quale darà la vita. Molto protettivo nei confronti di Kamui.

### Poteri
Domina l'elettricità in tutte le sue forme: riesce ad emettere dei veri e propri fulmini, e al minimo contatto può emettere una scarica elettrica di elevato voltaggio. I suoi poteri, nell'anime, sono di vario genere, provenendo dal monte Kōya, famoso per i templi buddisti. Riesce ad evocare shikigami di vari tipi, come quello posto ad Arashi come protezione (in tal caso, le ferite ricevute dallo shikigami per proteggere la ragazza si ritorcono contro lo stesso Sorata) o quello inviato a spiare Hinoto. È anche in grado di creare una barriera magica che non permette a nessuno, nemmeno ad Hinoto, di entrarvi.

## Storia

### Manga
Il passato del ragazzo lo vediamo in alcuni flashback, in particolare nella storia breve alla fine del volume 5, dove viene mostrato da ragazzino pronto a sfuggire ai monaci buddisti del tempio dove viveva per vari piccoli misfatti quali il furto di piccole cibarie. Aveva grande rispetto per l'anziano del luogo, anche se gli aveva predetto una morte prematura: sarebbe morto per la ragazza che amava, ma Sorata, di questo, era felice; l'unica sua speranza era che la donna da lui scelta fosse bella.
Incontra quindi Arashi, di cui si innamora subito, anche se la ragazza inizialmente non lo prende sul serio. Una volta incontratisi, i due saranno sempre insieme.
Prima di questo, però, separatamente, cercano di portare Kamui a scegliere di divenire un Drago del Cielo; durante uno di questi pedinamenti notturni, Sorata incontra un Drago della Terra, Yuto Kigai: i due si scontrano senza che ci sia un vincitore. Durante lo scontro, Sorata aveva innalzato una barriera che nessun essere umano avrebbe potuto infrangere, ma tale barriera viene invece penetrata da Fuuma Mono, senza che però quest'ultimo se ne renda conto. Seguendo Fuuma, Sorata incontra Kamui e cerca in tutti modi di apparigli simpatico, inizialmente senza buoni risultati.
Successivamente incontra gli altri compagni e quando giunge al cospetto di Hinoto segue fedelmente i suoi ordini, almeno fino a quando Kamui non gli confida i suoi sospetti sullo strano comportamento della veggente, fatto che lo spinge ad inviare uno shikigami per spiarla. In seguito, difende la sua amata dagli attacchi di Satsuki Yatoji, rimanendo ferito. Una volta in ospedale, Arashi gli confessa di ricambiare i suoi sentimenti e i due giovani consumano il loro amore. Questo, però, porterà alla perdita dei poteri della ragazza e della sua conseguente fuga da Hinoto, per informarla di essere ormai diventata inutile. Grazie allo shikigami precedentemente inviato, Sorata scopre che Hinoto, guidata dal suo lato oscuro, ha rapito Arashi e le ha fatto un lavaggio del cervello per farla diventare un Drago della Terra: è per questo motivo che Sorata raggiunge la veggente e la smaschera, per poi ingaggiare un combattimento con Sohi e Hien, intervenute per proteggere la "Principessa".

### Anime
Nell'anime, il motivo della fuga di Arashi è diverso: Sorata le aveva giurato che sarebbe morto per lei, ma Arashi, non potendolo accettare, sceglie di diventare un Drago della Terra cercando, a modo suo, di salvare il ragazzo, cosa che comporterà l'inevitabile scontro tra i due. Alla fine, però, Fuuma cercherà di uccidere Arashi e Sorata, facendole scudo con il proprio corpo, muore al suo posto.
Nell'anime è doppiato da Mitsuaki Madono nella versione originale e da Patrizio Prata nella versione italiana.

### Film
Nel film di X, Sorata è l'unico personaggio che, insieme a Seiichiro Aoki, nella versione italiana cambia doppiatore. In questa occasione, infatti, è Claudio Moneta. Il suo carattere rimane identico ma lui e Fuuma, un essere che apparentemente non sente dolore, saranno i primi a scontrarsi. Viene torturato e ucciso in poco tempo.
Nel film è doppiato da Kōichi Yamadera nella versione originale e da Claudio Moneta nella versione italiana.

## Crossover
Diversi Sorata di diversi mondi paralleli appaiono anche negli OAV e nella serie animata di Tsubasa RESERVoir CHRoNiCLE, sempre in compagnia di Arashi. Nessuno dei tanti personaggi ha qualche sorta di potere, rendendolo alla fine un comune cittadino del regno. In particolare, Sorata appare nella Repubblica di Hanshin e ad Acid Tokyo, mentre nell'anime di Tsubasa Reservoir Chronicle appare anche a Koryo.